# 日刊サッポロ
株式会社日刊スポーツプロモーション（にっかんスポーツプロモーション）は、北海道札幌市中央区に本社を置き、『日刊ゲンダイ北海道版』を発行する企業である。

## 概要
1981年12月1日に「日刊サッポロ株式会社」が設立され、同日『日刊サッポロ』を創刊。2006年6月、題号を『日刊ゲンダイ北海道版』に変更、2015年4月1日、下記の「日刊スポーツ広告社」と「エルム即売」と合併し「日刊スポーツプロモーション」が発足し現在に至る。
広義のフランチャイズ契約により東京の日刊現代（ゲンダイの発行新聞社）本社で制作された紙面をファクシミリで札幌の印刷工場に送り、ローカル面および広告の差し替えがなされたうえで印刷・発行されている。中央競馬情報は、春・秋のGIレースの枠発表を木曜日発行の紙面で伝えている。
合併前の「日刊サッポロ」時代はMILESTONE事業部が広告代理業務やDVD製作も手掛けていた。

## グループ会社
- 北海道日刊スポーツ新聞社
- 北海道日刊スポーツ印刷社

日刊サッポロと合併した会社
- 日刊スポーツ広告社（1972年設立）
- エルム即売（1987年設立）